# Pertusaria stenhammerii
Pertusaria stenhammerii är en lavart som beskrevs av Hellb. Pertusaria stenhammerii ingår i släktet Pertusaria och familjen Pertusariaceae.   Inga underarter finns listade i Catalogue of Life.